# Brèdes
Pour les articles ayant des titres homophones, voir Brede et La Brède.
Taxons concernés
Les brèdes sont divers légumes-feuilles principalement cuisinés dans les Mascareignes, Seychelles et Madagascar. Aux Mascareignes, leur utilisation date du XVIIe siècle.
Le mot brède s'utilise au singulier, ou plus souvent au pluriel, en créole réunionnais, créole seychellois, créole mauricien et également en français régional. 

## Histoire du mot
Il est un emprunté à l'indo-portugais, du portugais dans lequel bredo désigne la plante Amaranthus blitum (syn. : Amaranthus lividus) - une plante toujours appréciée en tant que brèdes dans les Mascareignes. Pour sa part, le mot portugais bredo descend du mot latin blitum, qui lui-même vient du grec bliton. Le mot latin blitum est aussi la source du mot blette français. Ce mot, qui de nos jours est devenu un synonyme du mot bette (nom de la plante Beta vulgaris), désignait à l'origine la plante Amaranthus blitum lui aussi.

## Espèces
Le terme « brèdes » est souvent suivi du nom de la plante ou d'une région. Parmi les différentes espèces, on peut citer :
- brède d'Angole, brède gandole, brède tali - Basella alba[4] ;
- brède du Bengale, brède de l'Inde - Chenopodium sp.[4], Beta vulgaris, Amaranthus lividus ;
- brède chevrette espèce semi-aquatique utilisée comme plante médicinale - Alternanthera sessilis[4] ;
- brède chouchou - bourgeons terminaux de chayote - Sechium edule (chouchou à la Réunion et à l'île Maurice, et christophine aux Antilles) ;
- brède chou caraïbe, brède songe - pétioles et jeunes feuilles de taro - Colocasia esculenta[4] ;
- brède chou de Chine - Tige et feuille de Bok choy - Brassica rapa subsp. chinensis ;
- brède cresson - cresson des fontaines - Nasturtium officinale[4] ;
- brède épinard - feuilles de tétragone - Tetragonia tetragonioides ;
- brède de France - feuilles d'épinard - Spinacia oleracea[4] ;
- brède giraumon, brède citrouille - Cucurbita pepo[4] ;
- brède glaciale - ficoïde glaciale - Mesembryanthemum crystallinum[4] ;
- brède kaoki - lyciet de Chine - Lycium chinense ;
- brède lastron - laiteron maraîcher - Sonchus oleraceus et Laiteron piquant - Sonchus asper ;
- brède liseron d'eau - feuilles d'Ipomoea aquatica, originaire d'Asie et poussant dans les cours d'eau ;
- brède mafane, brède malgache - Acmella oleracea ;
- brède malabare - Amaranthus lividus, Amaranthus spinosus, Atriplex hortensis, Corchorus olitorius, Amaranthus tricolor[4] ;
- brède manioc - jeunes feuilles de manioc - Manihot esculenta ;
- brède morelle, brède martin, brède bleue - Solanum nigrum[4] (anamamy à Madagascar), Solanum americanum ;
- brède mourongue ou mouroum, brède médaille, ananambo à Madagascar (Moringa drouhardii), Moringa oleifera[4] ;
- brède moutarde - Brassica juncea ;
- brède payatère ou brède pariétaire - Amaranthus viridis[5] ;
- brède patate - feuilles de patates douces - Ipomoea batatas ;
- brède pet-saye - Tige et feuille du Pe-tsaï - Brassica rapa subsp. pekinensis ;
- brède piment - Capsicum spp.[4] ;
- brède puante - chou africain - Cleome gynandra[4] ;
- brède de Rio - raisin d'Amériques, épinard de Cayenne - Phytolacca americana[6].

Certaines espèces utilisées en brèdes sont considérées comme de mauvaises herbes en métropole, voire des poisons. C'est le cas des brèdes bleus, des brèdes morelle et du raisin d'Amérique si elles sont consommées crues.

## Utilisation
Les recettes pratiquées pour la préparation des brèdes comportent généralement une cuisson avec des huiles végétales qui augmentent la disponibilité en micro-nutriments tout en inhibant la toxicité de différents composés tels que certains alcaloïdes chez les solanacées et cyanogènes chez le manioc ou la patate douce.
Les feuilles ou les pousses sont mangées cuites, sauf pour des légumes importants comme le chou ou le céleri. 
Dans la plupart des cas, on utilise les jeunes feuilles ou les bourgeons terminaux de la plante. Pour la préparation du bouillon de brèdes (romazava à Madagascar) , on jette les brèdes parées dans un bouillon parfumé à l'oignon et à l'ail, parfois au gingembre. On consomme ce bouillon de préférence le soir, avec du riz blanc et quelques piments confits. Les brèdes peuvent être également sautées rapidement avec de l'ail et des épices.